# Brigitte Maria Bertele

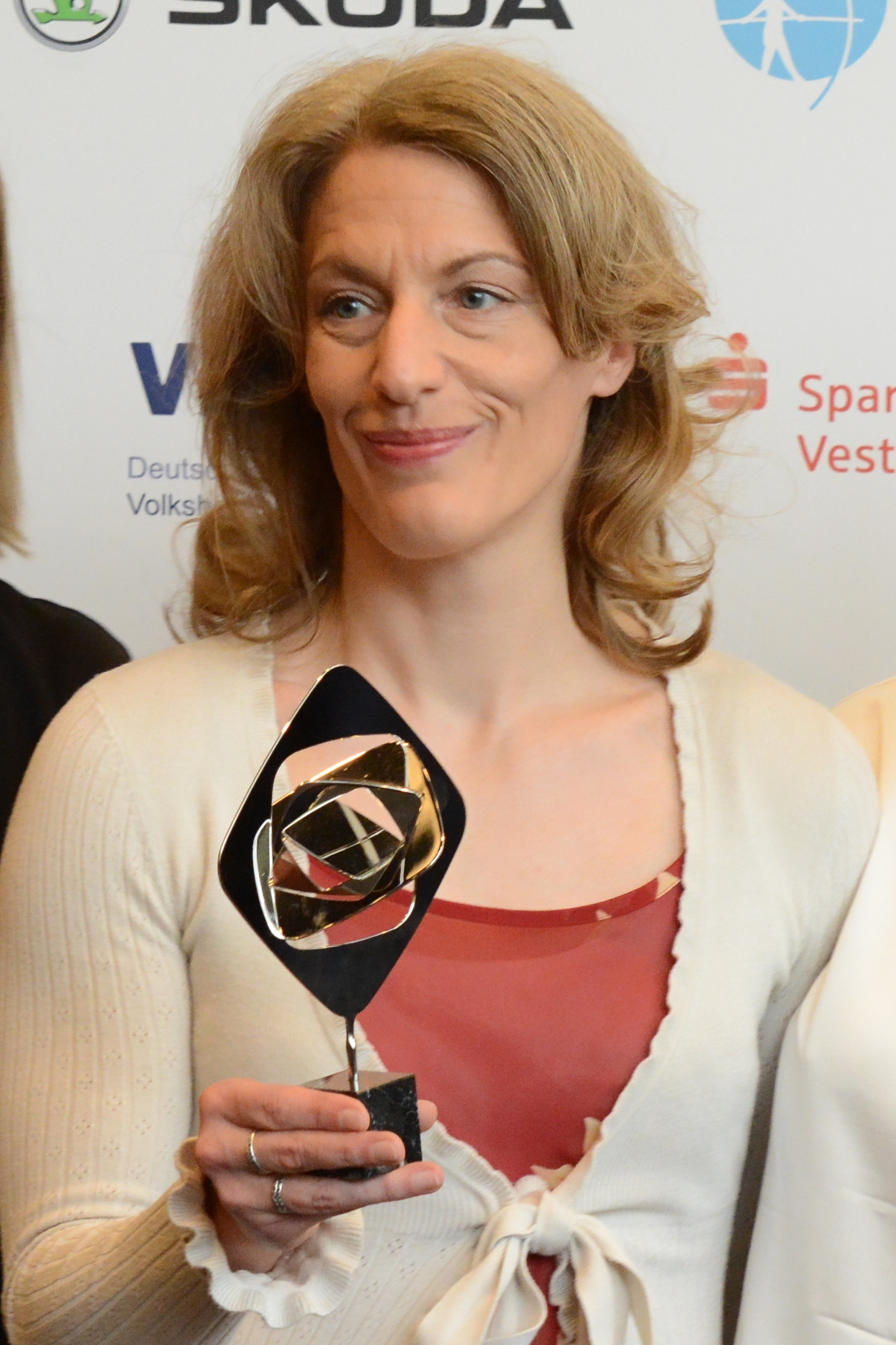
Bertele bei der Verleihung des Grimme-Preises 2014

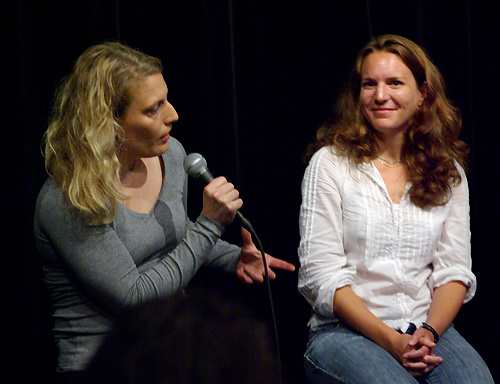
Brigitte Maria Bertele (links) und Drehbuchautorin Johanna Stuttmann

Brigitte Maria Bertele (* 4. Juli 1974 in Ulm) ist eine deutsche Regisseurin.

## Leben
Von 1993 bis 1997 absolvierte Bertele ein Schauspielstudium an der privaten Akademie für darstellende Kunst in Ulm, während dessen sie an der Master Class für Camera Acting bei Joanna Merlin im Graduate Acting Department der New York University und an der Internationalen Meisterklasse für Schauspiel der Russischen Akademie für Theaterkunst in Moskau teilnahm. Im Zeitraum 1997 bis 2002 hatte sie als Schauspielerin Festengagements an den Theatern Eisenach, Neustrelitz und Dresden.
2002 nahm sie ein Studium der Dokumentarfilmregie an der Filmakademie Baden-Württemberg auf. Für den Dokumentarfilm Roaming Around begleitete sie den Lebensalltag von Straßenkindern in Ghana. Ihr mit zahlreichen Preisen ausgezeichneter erster abendfüllender Spielfilm Nacht vor Augen wurde für das Diplom anerkannt. Er erzählt die Geschichte eines jungen Bundeswehrsoldaten, der traumatisiert aus einem Afghanistan-Einsatz ins Zivilleben zurückkehrt. Ihr zweiter Spielfilm Der Brand über die Folgen einer Vergewaltigung entstand wie Nacht vor Augen nach einem Drehbuch von Johanna Stuttmann. Ihr Fernsehfilm Grenzgang nach dem Roman von Stephan Thome, mit Claudia Michelsen und Lars Eidinger in den Hauptrollen, hatte 2013 beim Filmfest München Premiere und wurde 2014 mit dem Grimme-Preis ausgezeichnet.
Neben ihren Filmregiearbeiten ist sie seit 2002 als freischaffende Schauspielerin tätig sowie als Regisseurin unter anderem für freie Theaterproduktionen. 2022 übernahm sie eine Professur für Schauspielpraxis für Bühne und Film an der Hochschule für Musik und Darstellende Kunst Frankfurt am Main.

## Filmografie (Regie)
- 2005: Horizon Zone, Kurz-Dokumentarfilm (auch Drehbuch)
- 2005: A Glimpse Sqiptare, Kurzfilm (auch Buch, Kamera, Schnitt)
- 2007: Roaming Around, Dokumentarfilm (auch Drehbuch)
- 2008: Nacht vor Augen
- 2009: 24h Berlin – Ein Tag im Leben, Dokumentarfilm
- 2009: Berggorillas – Ugandas sanfte Riesen, Dokumentarfilm
- 2011: Der Brand
- 2013: Grenzgang
- 2015: Kommissarin Louise Bonì – Mord im Zeichen des Zen
- 2015: Ellas Entscheidung
- 2016: Kommissarin Louise Bonì – Jäger in der Nacht
- 2016: Die vierte Gewalt
- 2018: Teufelsmoor
- 2019: Tatort – Die Pfalz von oben
- 2020: Tatort – Das perfekte Verbrechen
- 2020: Polizeiruf 110 – Der Verurteilte
- 2021: Tatort – Rhythm and Love

## Auszeichnungen
- 2007: Eine-Welt-Filmpreis NRW, 3. Preis für Roaming Around
- 2007: Premio OFF Docúpolis beim Festival Internacional Documental de Barcelona für Roaming Around
- 2008: First Steps Award für Nacht vor Augen
- 2008: Nachwuchsförderpreis der DEFA-Stiftung beim Filmkunstfest Mecklenburg-Vorpommern für Nacht vor Augen[6]
- 2008: NDR Filmpreis für den Nachwuchs beim Internationalen Filmfest Emden-Norderney für Nacht vor Augen
- 2008: 3. Platz des Bernhard-Wicki-Filmpreises beim Internationalen Filmfest Emden-Norderney für Nacht vor Augen
- 2008: Deutscher Kurzfilmpreis, Sonderpreis für Filme mit einer Laufzeit von mehr als 30 bis 78 Minuten für Roaming Around[7]
- 2009: Preis der deutschen Filmkritik als bestes Spielfilmdebüt für Nacht vor Augen
- 2011: Beste Regie beim World Film Festival Montréal für Der Brand[8]
- 2012: Grimme-Preis, Eberhard-Fechner-Förderstipendium der VG Bild-Kunst für Der Brand
- 2014: Grimme-Preis für Grenzgang
- 2017: Nominierung für die Romy in der Kategorie „Beste Regie TV-Film“ für Die vierte Gewalt